# اقتصاد پولی
اقتصاد پولی به شاخه‌ای از علم اقتصاد گفته می‌شود که در آن به تجزیه و تحلیل پول و عملکردهای مربوط به آن می‌پردازد. سه عملکرد واسطه‌ی تبادل، ذخیره ارزش، و واحد حساب از جمله عملکردهایی از پول هستند که در این شاخه از علم اقتصاد مورد بررسی قرار می‌گیرند. پاسخ به این سؤال که «چگونه پول، برای مثال پول حکمی، به دلیل راحتی استفاده از آن به صورت یک کالای عمومی در جامعه مقبولیت می‌یابد» در حوزه علم اقتصاد پولی قرار می‌گیرد. در اقتصاد پولی، اثرات سامانه‌های پولی، قوانین مربوط به پول، موسسات مالی، و جنبه‌های بین‌المللی پول بررسی می‌شود.
از گذشته تا به حال، تنظیم ساختارهای پولی بر اساس مباحث اقتصاد کلان صورت گرفته‌است. با این حال در تحقیقات اخیر تلاش شده‌است که با تعریف ریزپایه‌های اقتصاد به تجزیه و تحلیل تقاضای پول و تعیین روابط پولی نامی و واقعی پرداخته شود. در این تحقیقات همچنین سعی بر این است که تأثیر ریزپایه‌ها بر تقاضای کل مشخص شود.

## زمینه‌های تحقیقاتی
در ادامه تعدادی از زمینه‌های تحقیقاتی در زمینه اقتصاد پولی ذکر شده‌است:
- شواهد تجربی و اندازه‌گیری‌های مربوط به نقدینگی.
- تئوری‌های مربوط به ترازنامه و تورم منفی قرض.
- مفاهیم پولی مربوط به ارتباط اقتصاد کلان با ارزش دارایی‌ها.
- نظریه مقداری پول و پول‌گرایی.
- اثرات پولی نرخ بهره و منحنی بازدهی.
- تاریخ سیاست‌های پولی.
- پیامدهای سیاست‌های پولی بر اقتصاد کلان.
- خنثی بودن پول و توهم پول.
- نتایج پولی مربوط به عدم تقارن اطلاعاتی و تجارت کلاه‌بردارانه.
- به‌کارگیری نظریهٔ بازی‌ها به منظور مدل‌سازی رفتار موسسات مالی و پولی.
- مقررات مالی و سیاست‌های پولی در حوزه اقتصاد سیاسی.

## وضعیت کنونی اقتصاد پولی
مکتب پول‌گرایی در فرم کلاسیک خود قادر به تعیین دلیل رویداد تعدادی از وقایع اقتصادی را نداشت. به همین دلیل، اعتبار این مکتب از اوایل دههٔ ۹۰ میلادی مورد سؤال قرار گرفت. از جمله وقایع مورد بحث، می‌توان به اختلال در رشد نقدینگی در دههٔ ۹۰ میلادی و شکست سیاست‌های پولی در تحریک اقتصاد در سال‌های ۲۰۰۱ تا ۲۰۰۳ میلادی اشاره کرد. آلن گرینسپن، رئیس سابق مؤسسهٔ فدرال رزرو در آمریکا، ادعا کرده‌است که دلیل ناهماهنگی مشاهده شده در دههٔ ۹۰ میلادی وجود یک چرخهٔ فاضل در تولید و سرمایه‌گذاری از یک سو، و از سوی دیگر وجود درجه‌ای از نشاط غیرمنطقی در بخش سرمایه‌گذاری بوده‌است.